# Laluque
Laluque (gaskonsko La Luca) je naselje in občina v francoskem departmaju Landes regije Akvitanije. Naselje je leta 2009 imelo 768 prebivalcev.

## Geografija
Kraj leži v pokrajini Gaskonji ob reki Luzoû, 19 km severovzhodno od Daxa.

## Uprava
Občina Laluque skupaj s sosednjimi občinami Bégaar, Beylongue, Boos, Carcen-Ponson, Lesgor, Pontonx-sur-l'Adour, Rion-des-Landes, Saint-Yaguen, Tartas in Villenave sestavlja kanton Tartas-zahod s sedežem v Tartasu. Kanton je sestavni del okrožja Dax.

## Zanimivosti
- cerkev sv. Janeza Krstnika;

## Promet
- železniška postaja Gare de Laluque ob progi Bordeaux Saint-Jean - Irun;